# کوسه آسوده
کوسهٔ آسوده (Cetorhinus maximus) یا کوسه آفتاب‌خوار، دومین ماهی بزرگ زنده پس از کوسه‌نهنگ و یکی از سه کوسه پلانکتون‌خوار در کنار کوسه نهنگ و کوسه دهان‌بزرگ است.